# Giovanni Battista Caccini
Giovanni Battista Caccini (Montopoli in Val d'Arno, 24 de octubre de 1556  — Roma, 13 de marzo de 1613) fue un escultor italiano de las últimas etapas de la  escuela florentina, que trabajó en un estilo clasicista en la última fase del manierismo. Trabajó muy poco como arquitecto, casi únicamente en el pórtico de la basilica della Santissima Annunziata (1601).
Con Pietro Tacca y Pietro Francavilla fue el principal escultor florentino en la transición entre el Cinquecento (siglo XVI) y el Seicento (siglo XVII).

## Biografía

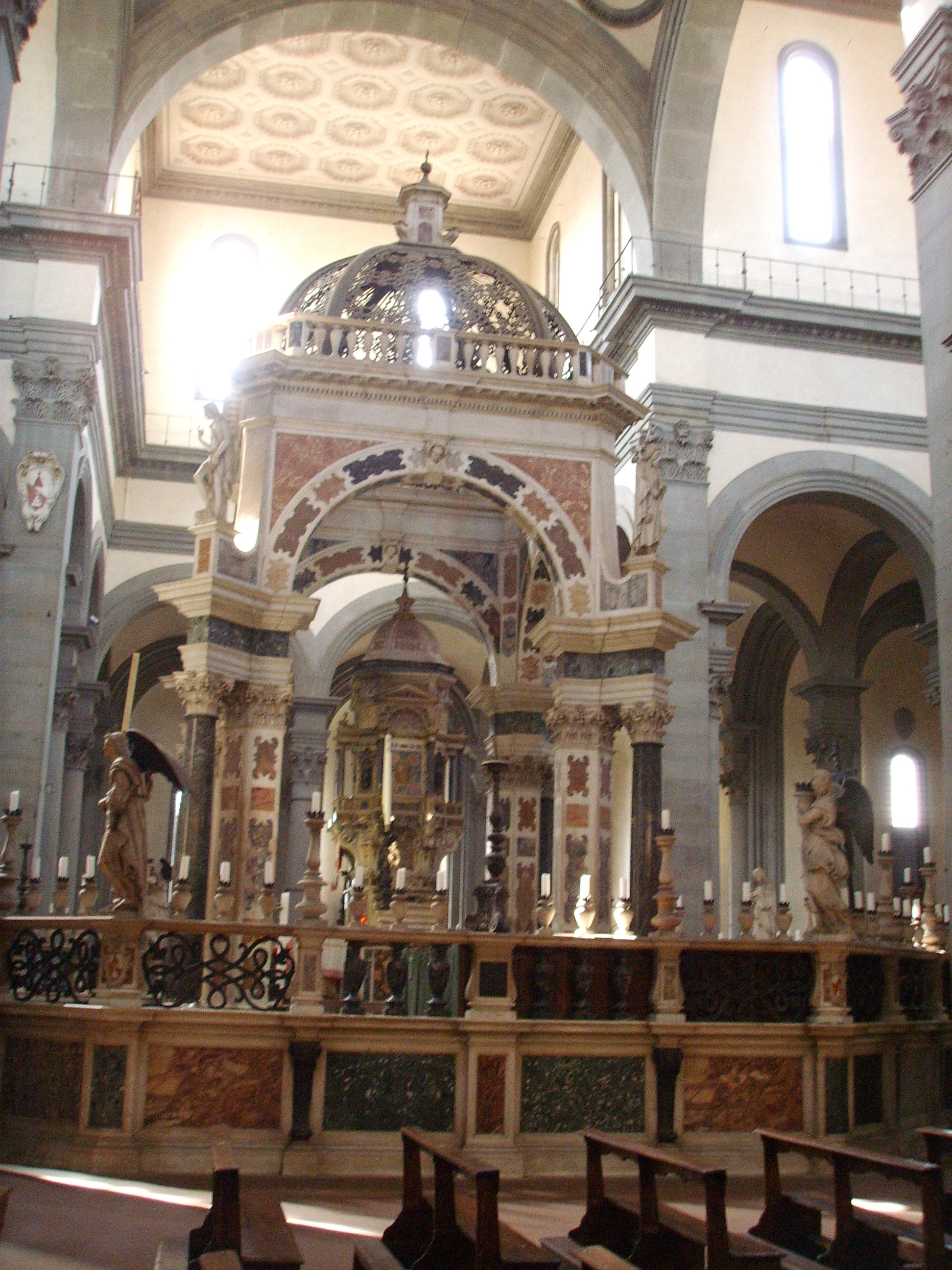
Ciborio de la iglesia de Santo Spirito (1590-1606)

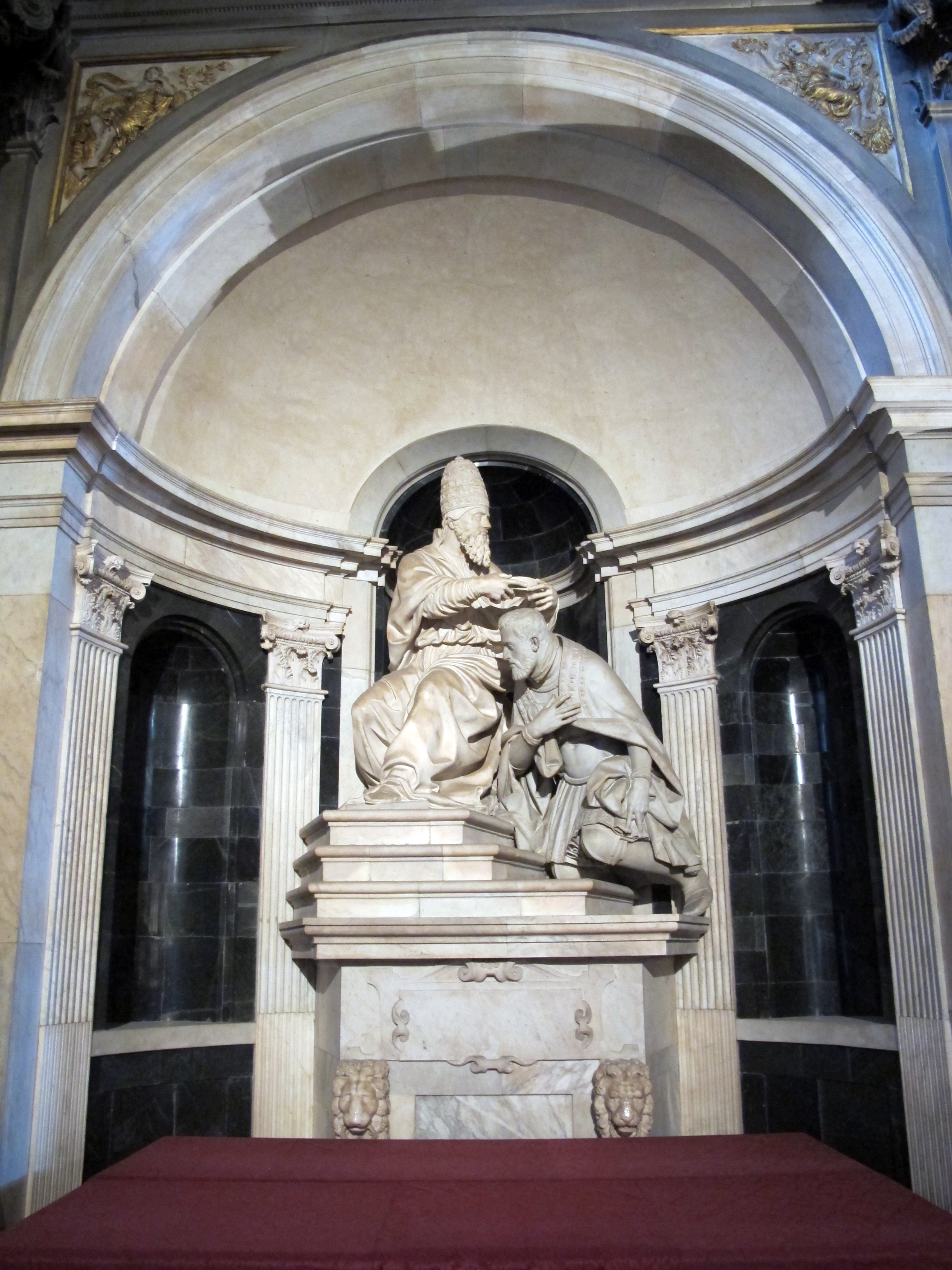
Clemente VII coronando a Carlo V; obra de Baccio Bandinelli (el papa) y Caccini (el emperador); Palazzo Vecchio (Palazzo della Signoria), Salone de' Cinquecento, Tribuna dell'Udienza, parte derecha (Florencia).

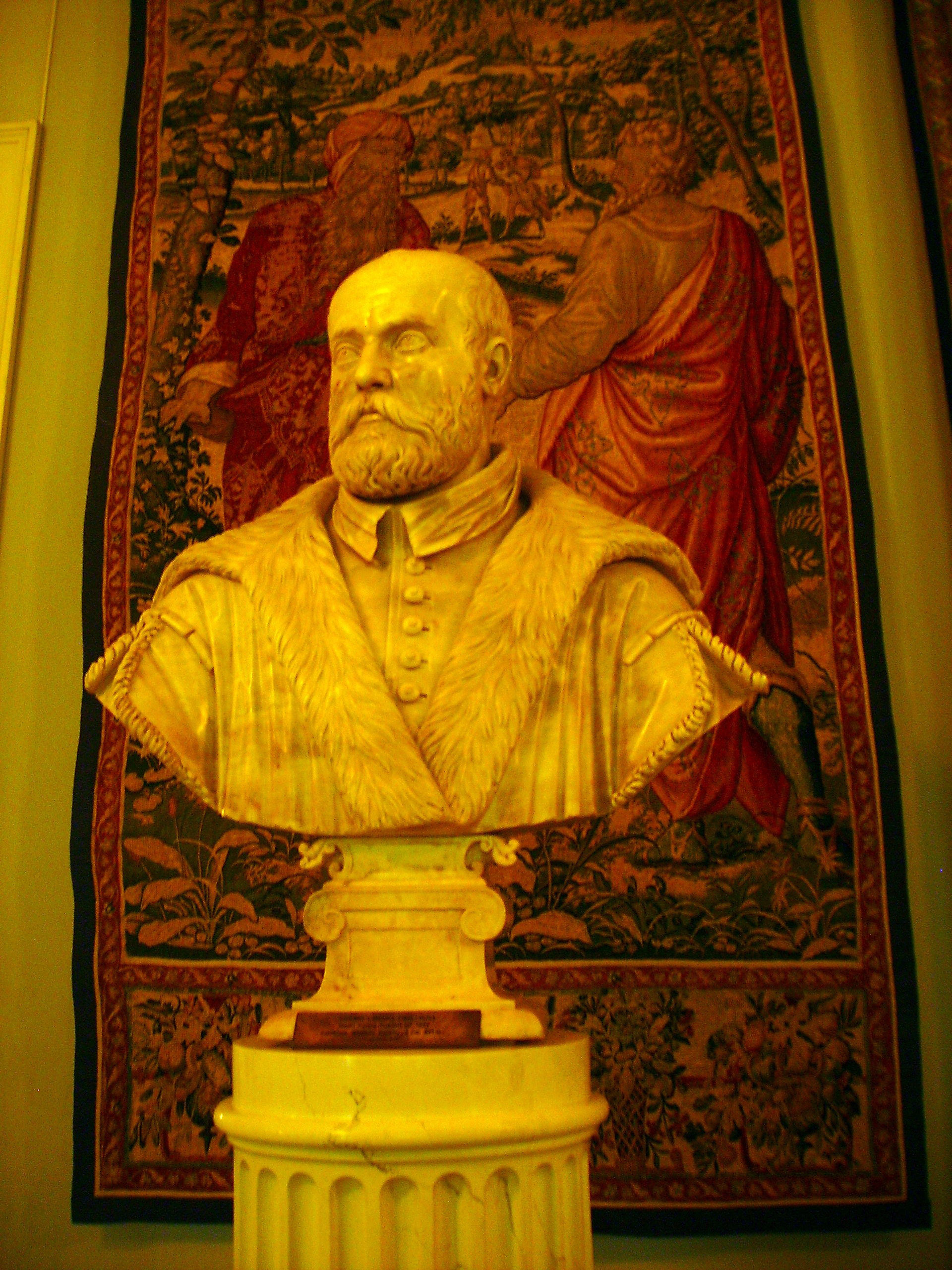
Busto de Cosimo I de Medici, Gran Duque de Toscana, obra de Caccini, Castillo Real de Varsovia.

Giovanni Battista Caccini nació en Montopoli in Val d'Arno, una pequeña localidad (actualmente de la provincia de Pisa) localizada entre las ciudades de Florencia y Pisa. En su juventud frecuentó la Academia de las Artes del Diseño de Florencia, a continuación, entró al servicio de los Medici, como escultor. Su formación fue con el escultor-arquitecto Giovanni Antonio Dosio, conocido por sus precisos dibujos de las antigüedades romanas, y las numerosas restauraciones interpretativas de Caccini de fragmentos de esculturas romanas le granjeron una reputación de ser un anticuario conocedor, mientras que en sus estatuillas de bronce puede verse la influencia ineludible de Giambologna y su círculo. Caccini estaba en estrecha colaboración con Pietro Tacca y el resto de los alumnos de Giambologna en una prolongada cooperación en las puertas de bronce de la catedral de Pisa. En los años 1590 abrió un taller particular.
Las antigüedades fragmentarias no eran del gusto de los coleccionistas del siglo XVI. Caccini produjo una cabeza para un antiguo torso, y una  más, una figura agachándose para producir el Bacchus i Ampelos  en los Uffizi, que alguna vez fue atribuido a Miguel Ángel. Restauró un fragmentario Apolo Sauróctono  como un Apolo con la Lira (Uffizi). También podía improvisar sobre temas antiguos. Rafaello Borghini,  biógrafo de artistas, dijo de él en1730: «Y de verdad mucho valía para acometer con diligencia piezas, y falsificar, lo antiguo».
Son numerosos sus retratos de personalidades de la época, a menudo esculpidos como bustos. Entre sus obras más importantes están las dos estatuas Estate y Autunno para el puente Santa Trinidad, el grupo marmóreo de  Carlo V incoronato da Papa Clemente VII  en el Salone dei Cinquecento di Palazzo Vecchio, el coro y el ciborio de la iglesia de Santo Spirito (1590-1606), además de muchas estatuas alegóricas en el jardín de Boboli (Prudenza, Esculapio con Ippolito morente, Higea, Fauna y Giove)
Su estilo se desvinculó de la forma dominante entonces, derivada del convulso manierismo de Giambologna: es más estilizado, pero no por esto menos elegante.
Sus esculturas de jardín producen audaces siluetas y copiosos atributos que el género requiere.
Como arquitecto, su única obra notable y por la que se le recuerda como tal, es el pórtico de la basilica della Santissima Annunziata (1601).
Caccini murió en Roma en 1613.

## Principales obras
- Figura de S. Giovanni Gualberto, Badia di Passignano, Val di Pesa, 1580
- Temperance, 1583 (Metropolitan Museum of Art)
- Busto di Christ, ca. 1595 (Rijksmuseum)
- Carlo V incoronato da Papa Clemente VII  Salón del Cinquecento, Palazzo Vecchio, Florencia.
- Ciborio de la iglesia de Santo Spirito de Florencia (1590-1606).
- Entre sus numerosas estatuas alegóricas en el jardín de Boboli, Florencia, destacan Las Estaciones, cuatro figuras, y Jupiter giovanni (atribuido), jardín Boboli.[4]
- Seasons, dos de las figuras para el puente Santa Trinidad, Florencia.

## Galería de imágenes

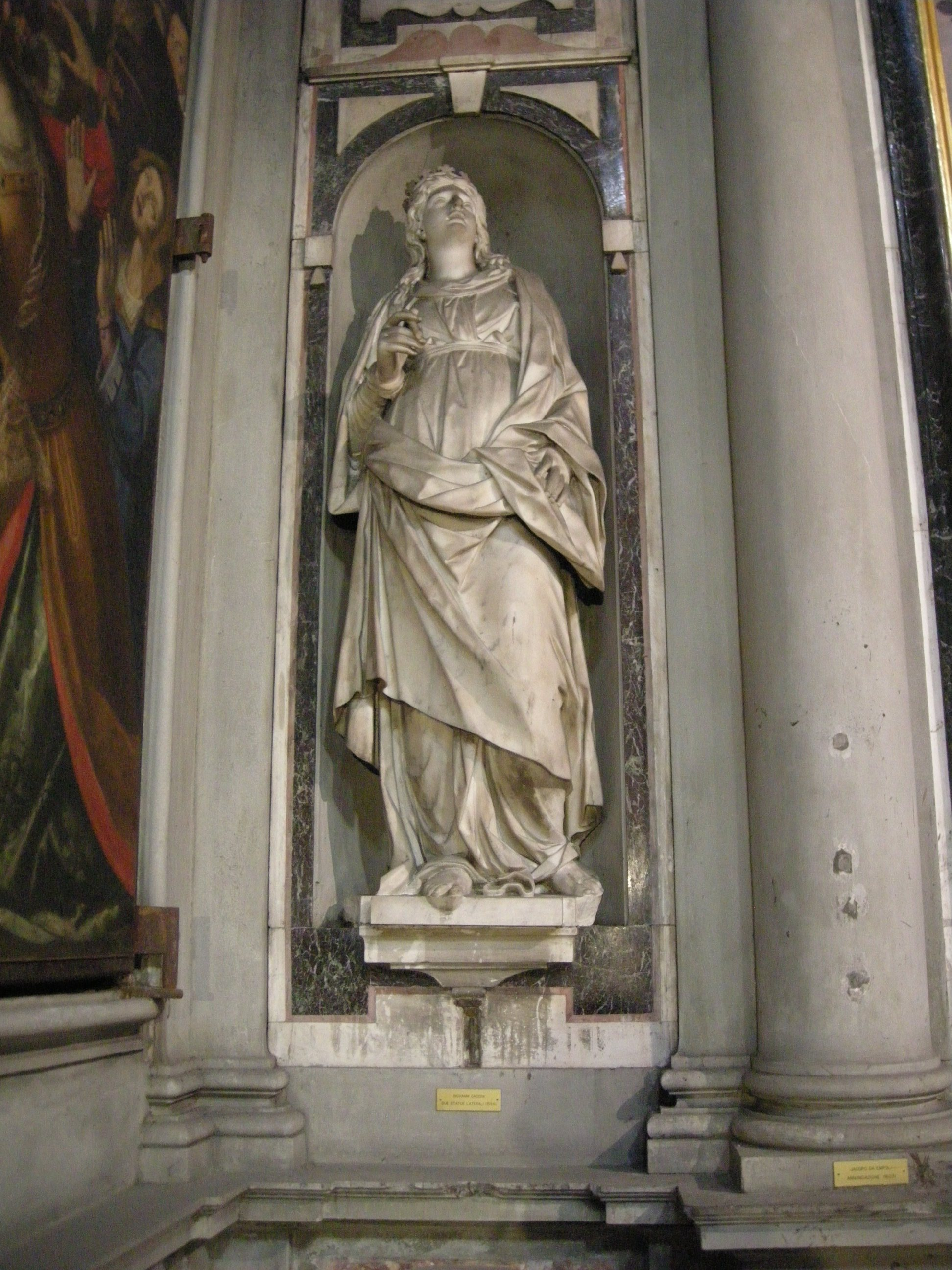
mansuetudine, capilla  Strozzi  (1603)
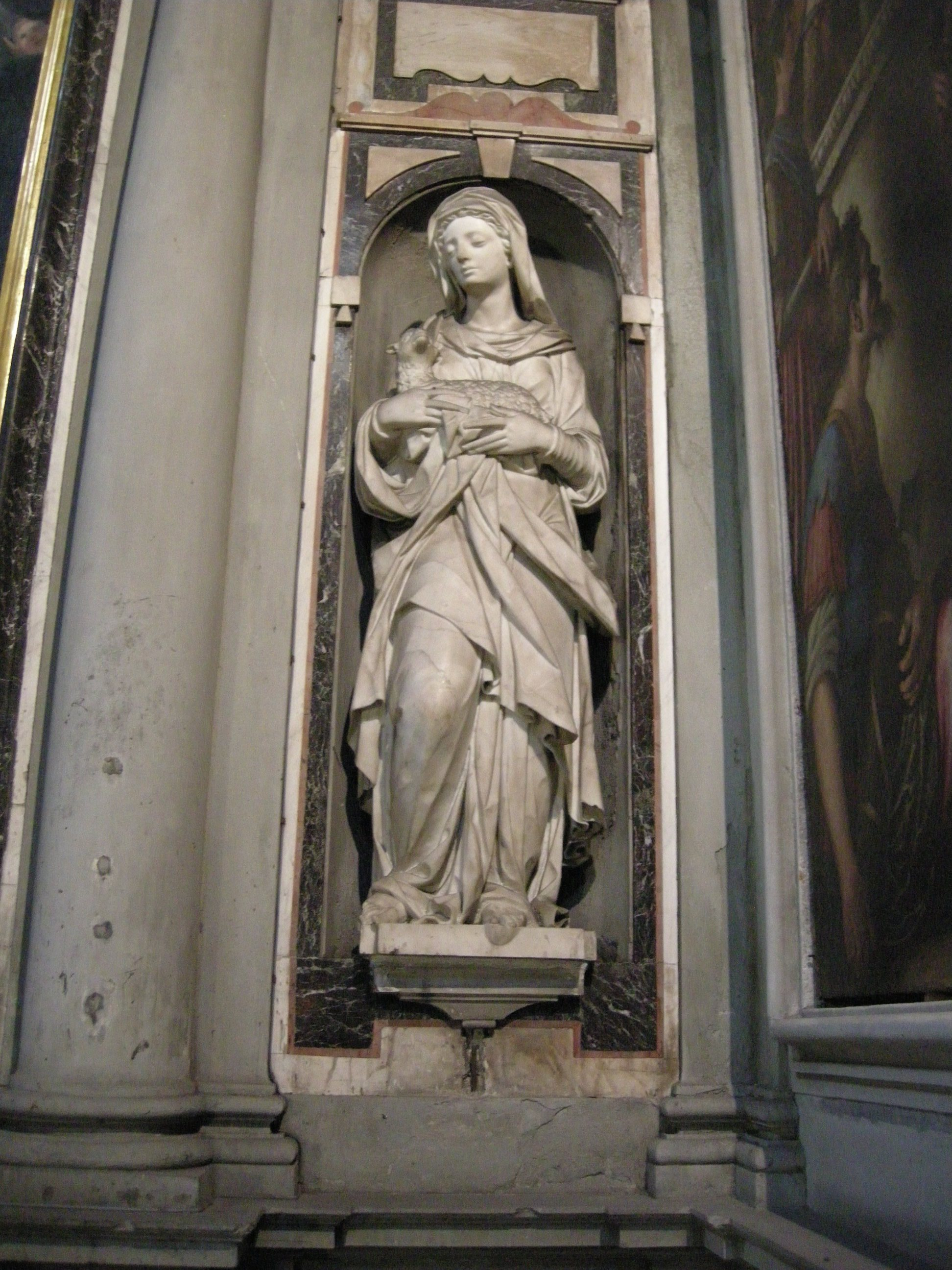
Pace,  capilla  Strozzi  (1603)
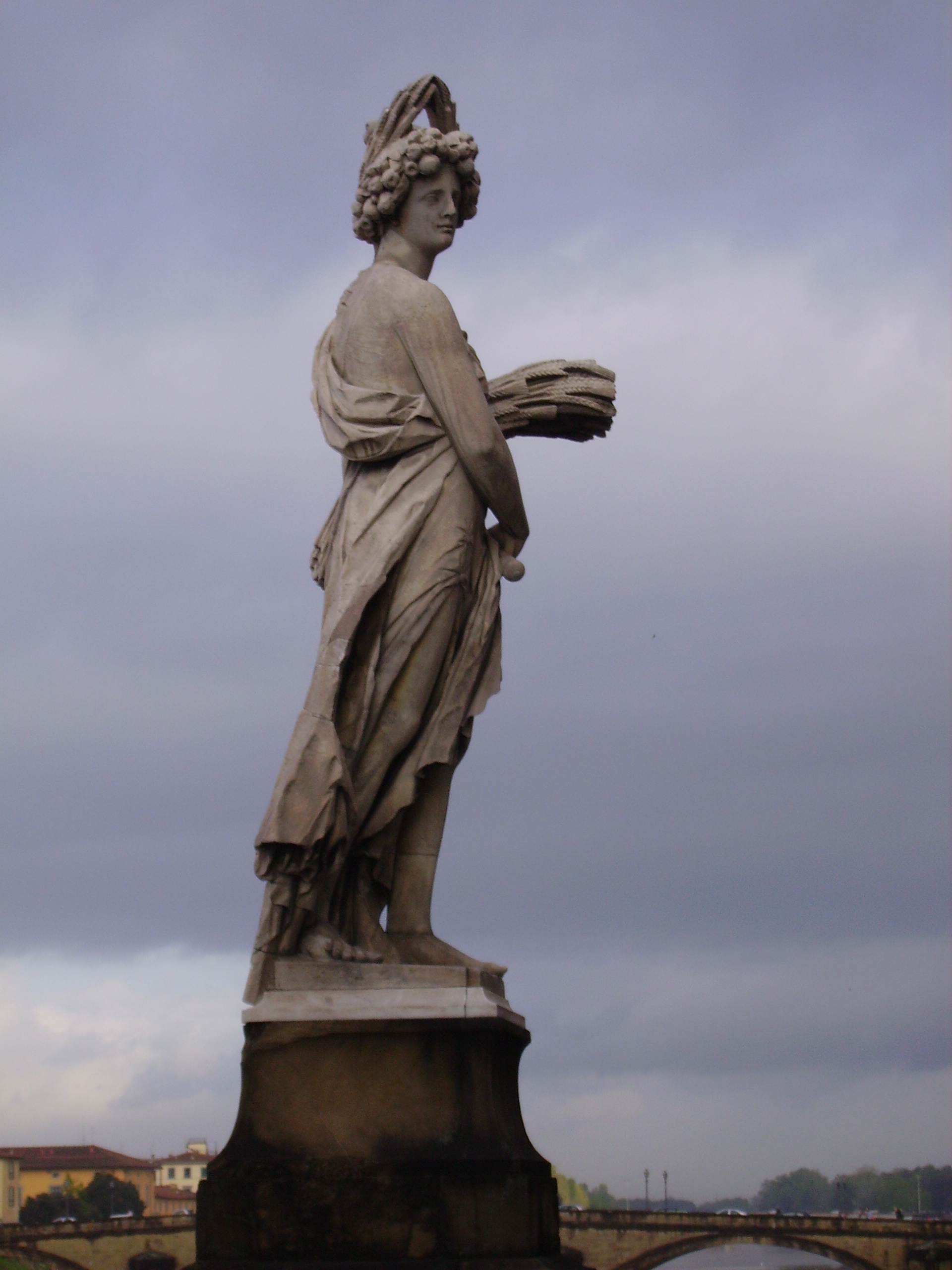
Estate, puente Santa Trinidad
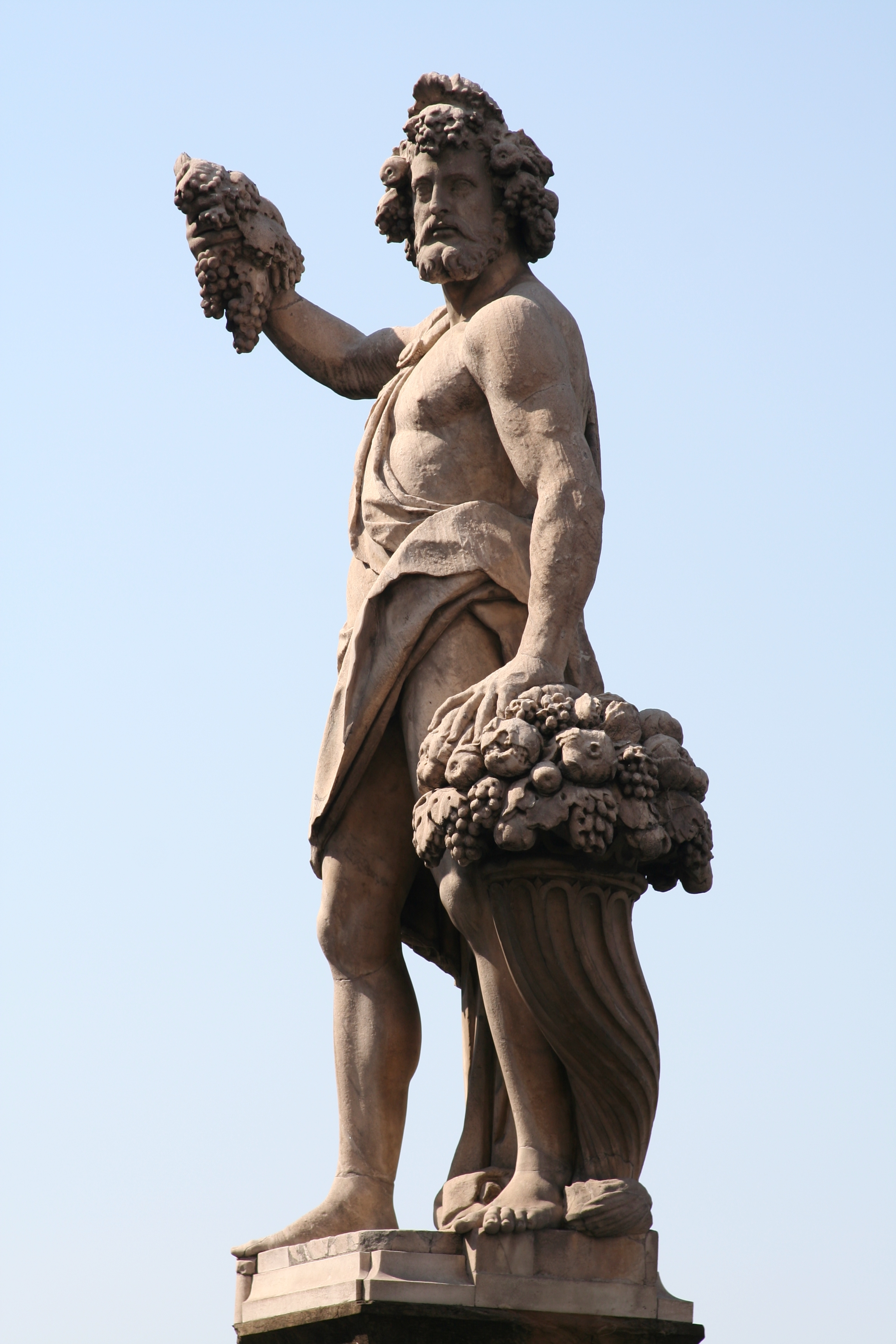
Autunno,  puente Santa Trinidad

Bustos
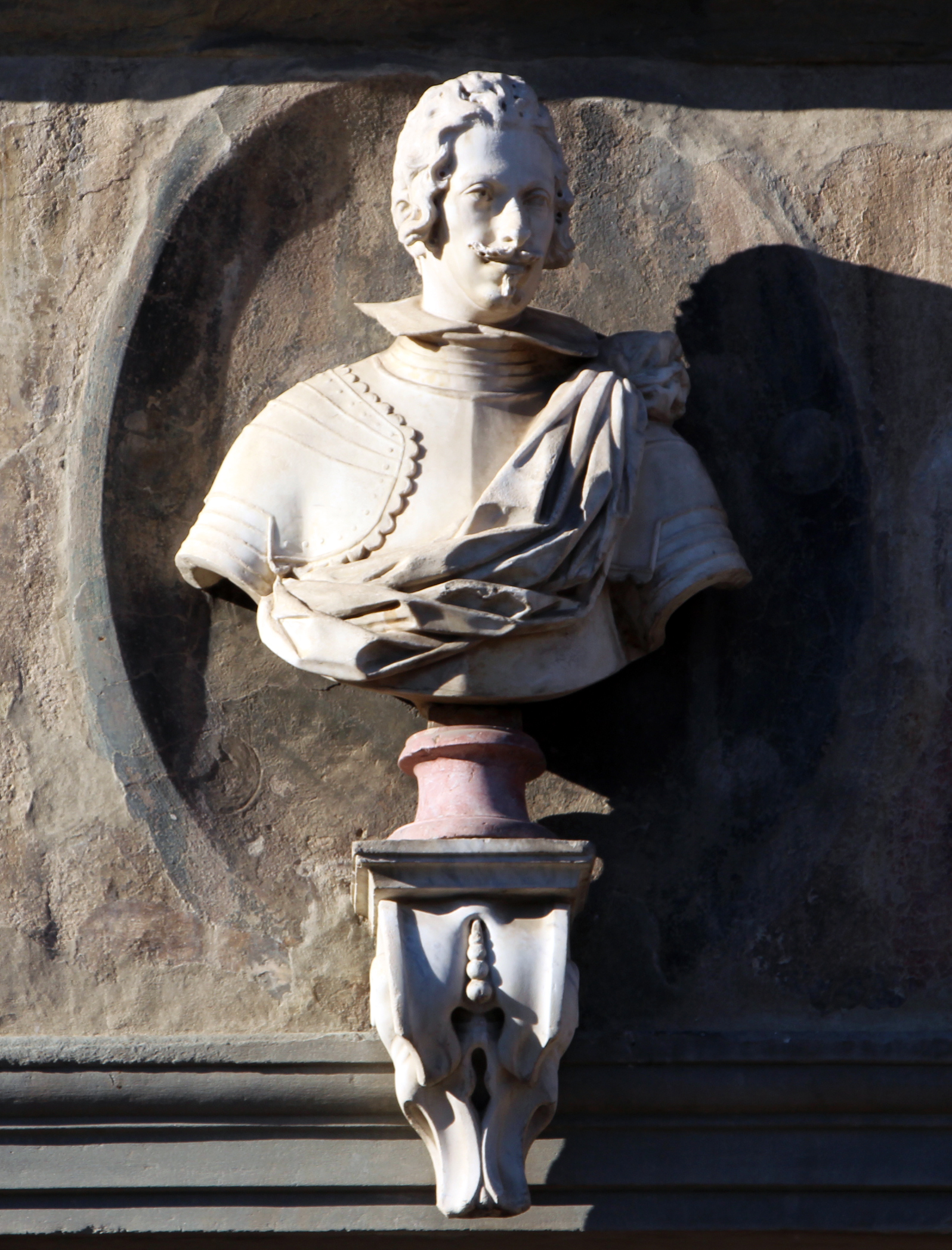
Busto di cosimo II, palazzo dell'antella (1619)
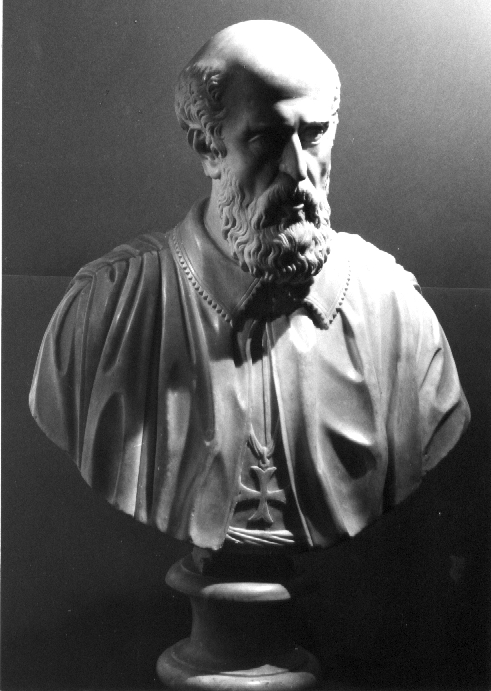
Busto de Baccio Valori, antiguamente en el Palazzo Valori-Altoviti
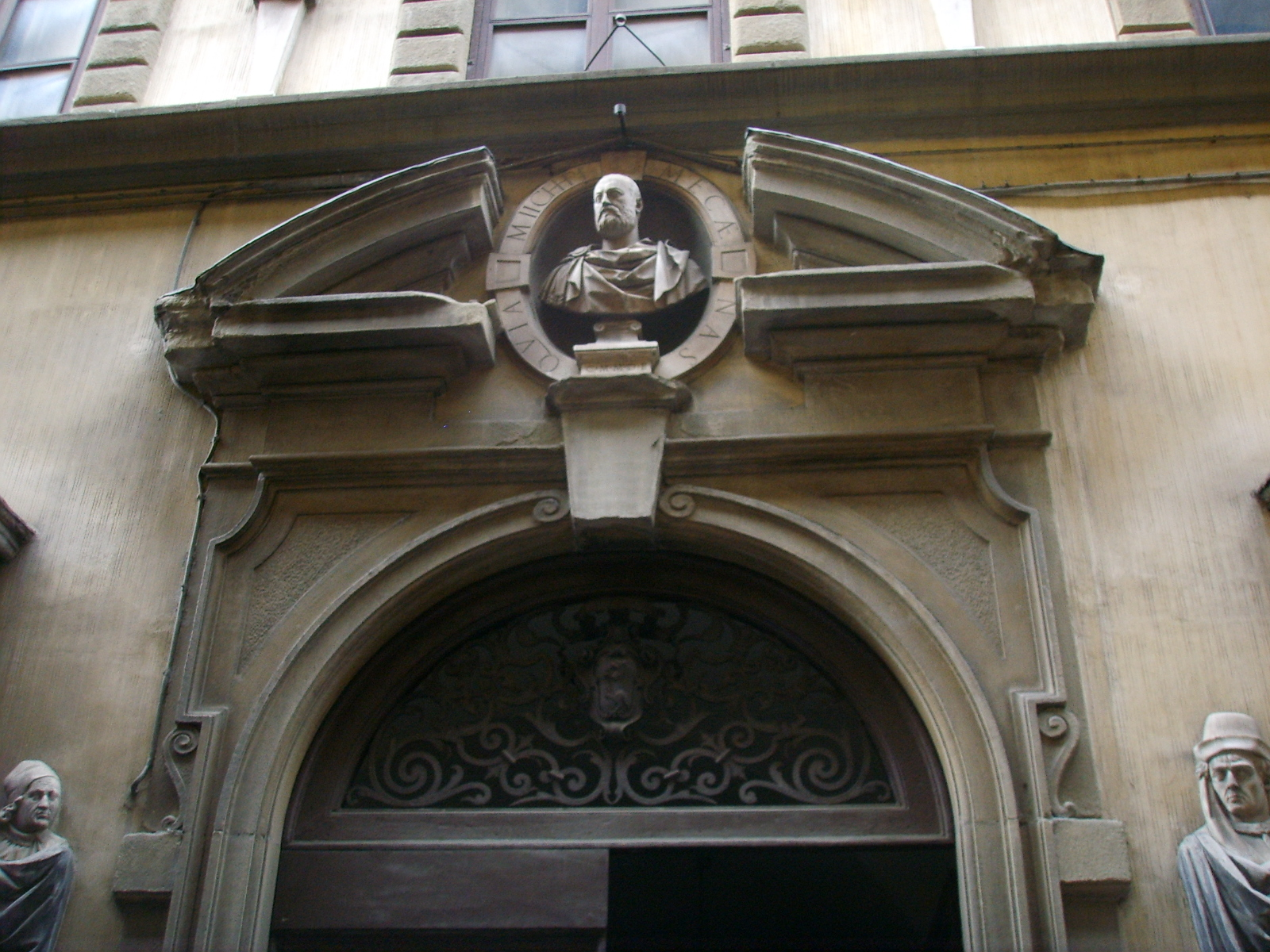
Busto di Cosimo I, Palazzo Valori-Altoviti
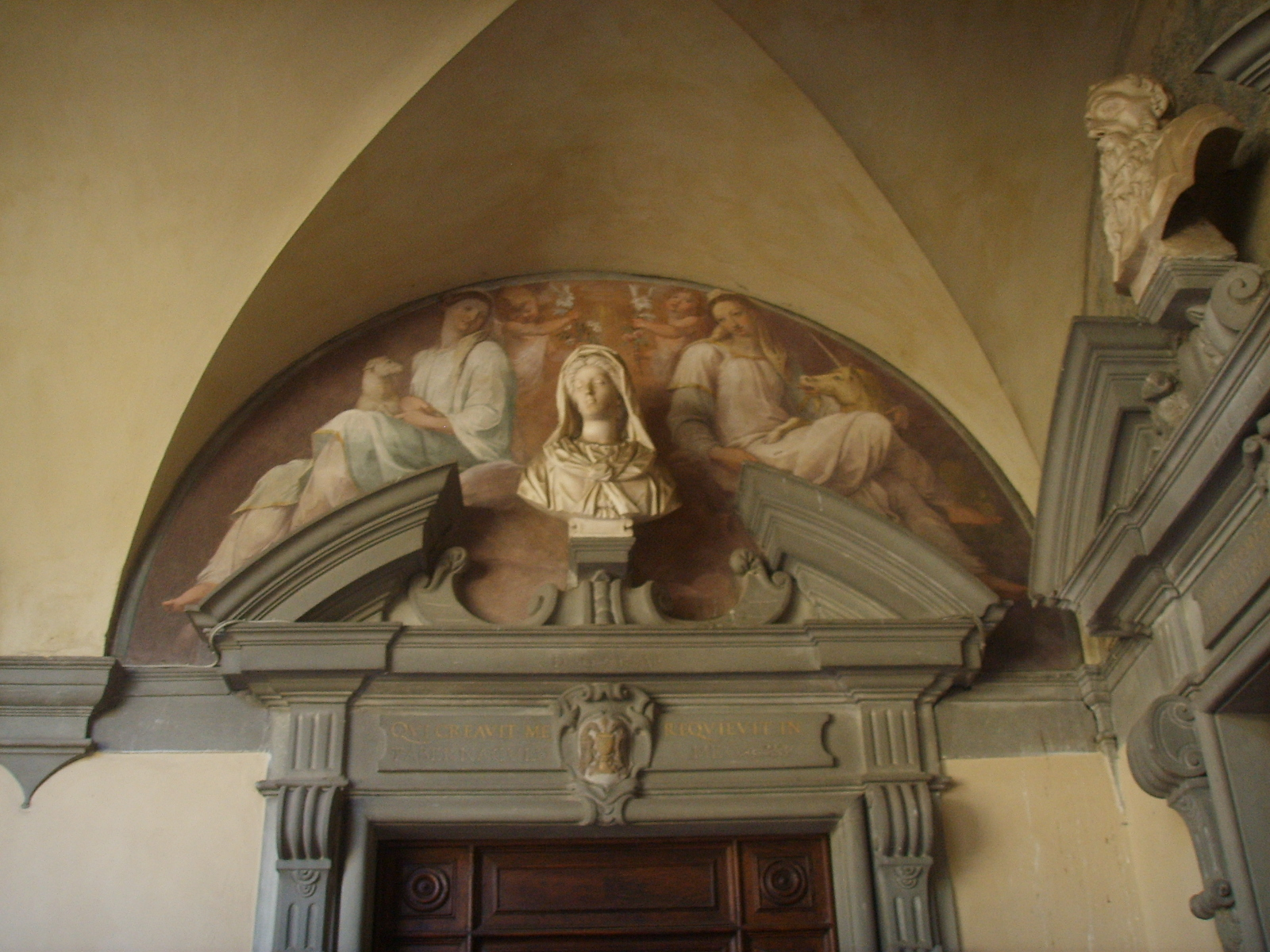
Busto della Madonna, Claustro de la Sacristia, iglesia de Santa Maria de los Ángeles (Florencia)

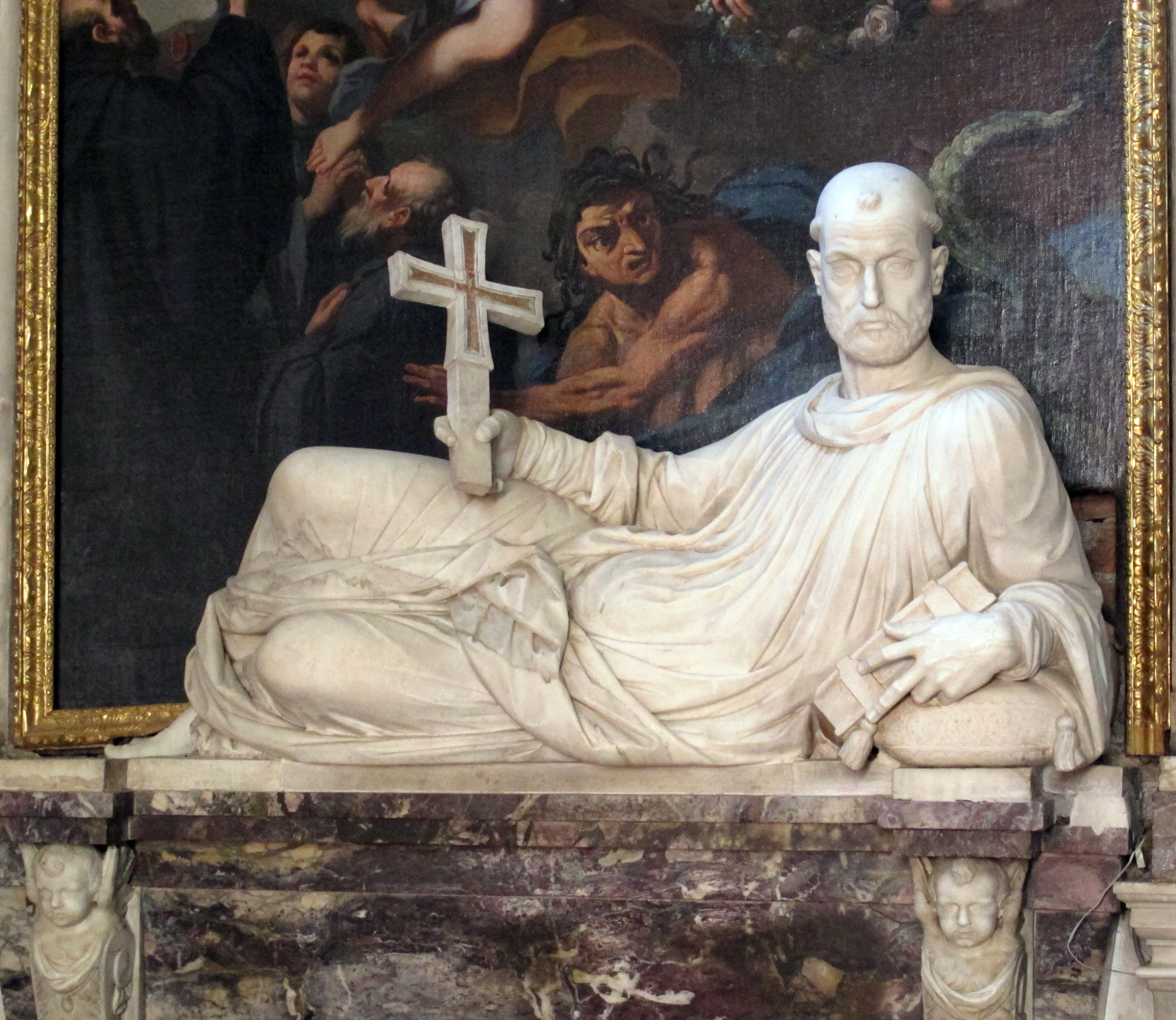
Santo giacente, capilla di San Giovanni Gualberto, Abadia de San Michele Arcangelo en Passignano (1580)
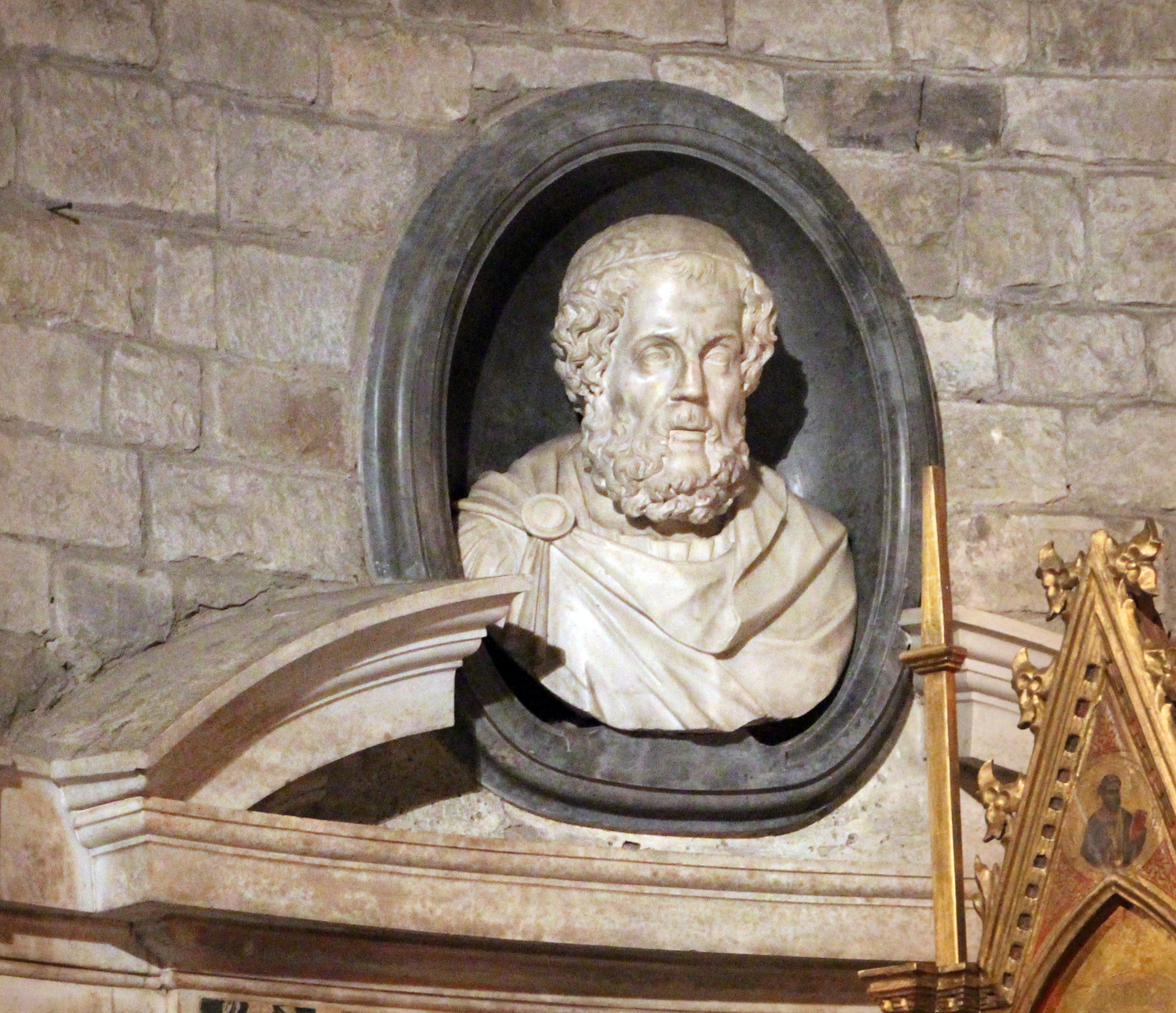
Busto della Madonna, Claustro de la Sacristia, iglesia de Santa Maria de los Ángeles (Florencia)
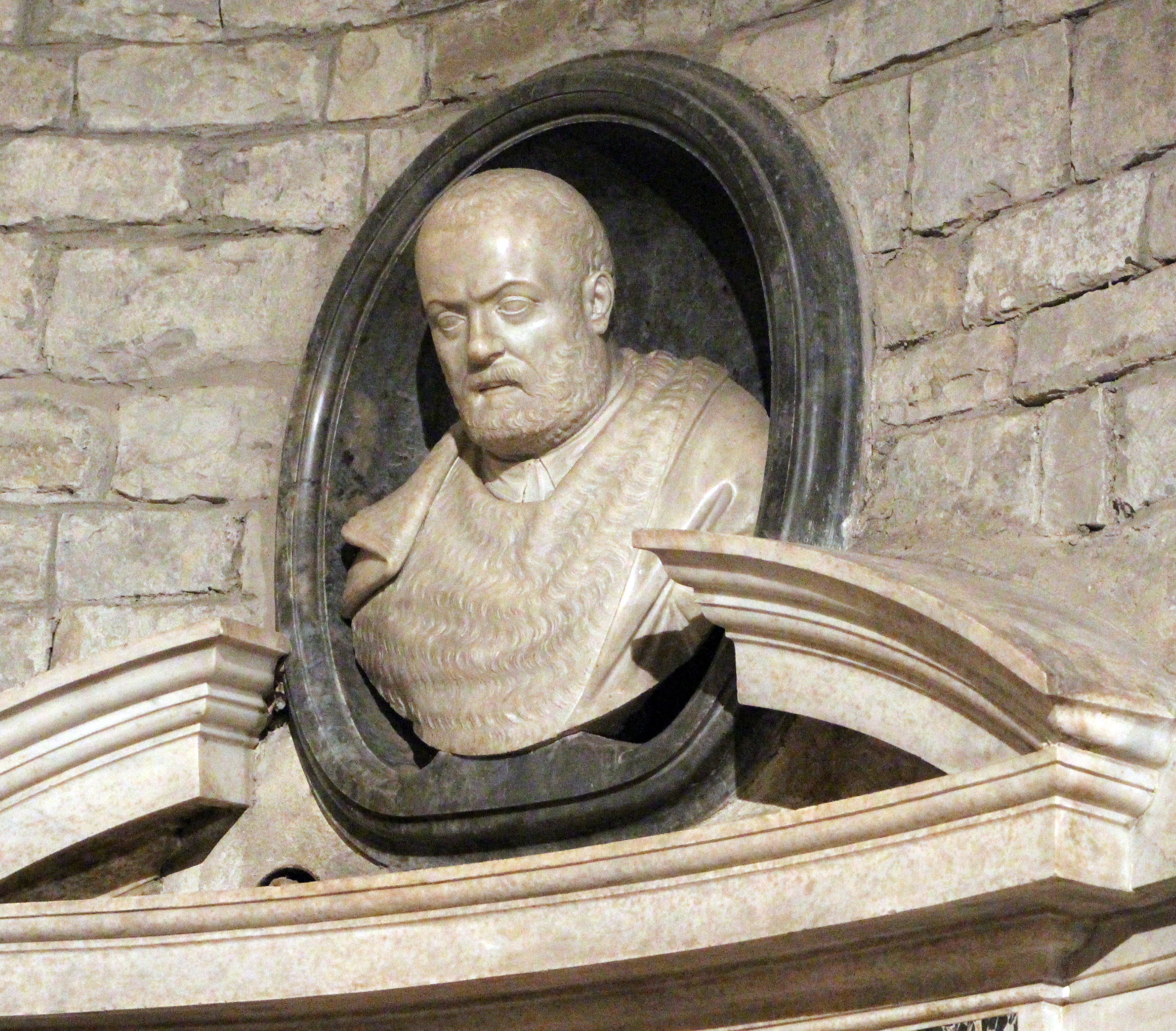
Busto di oddo altoviti, Santi Apostolo, Florencia

jardín de Boboli
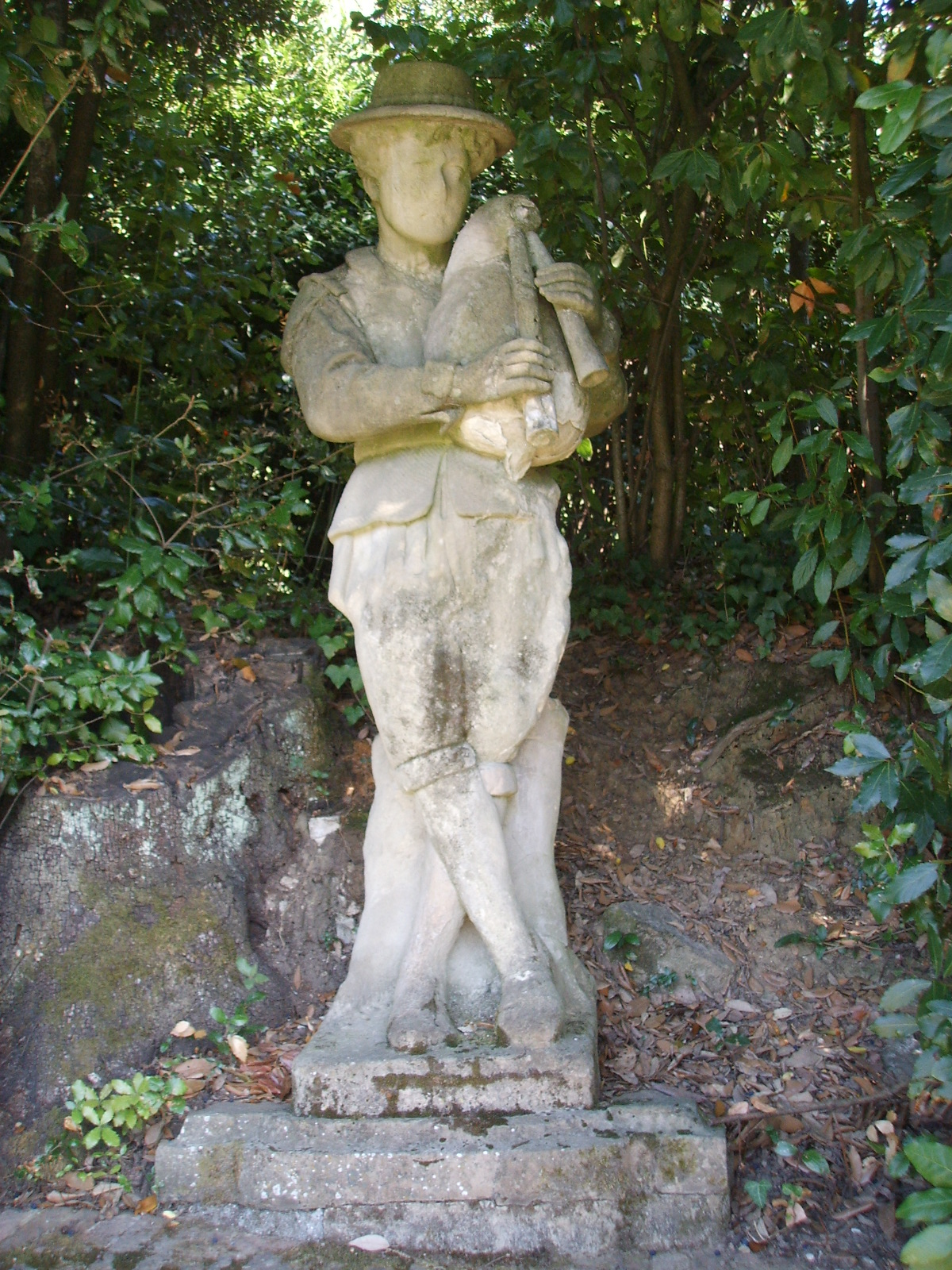
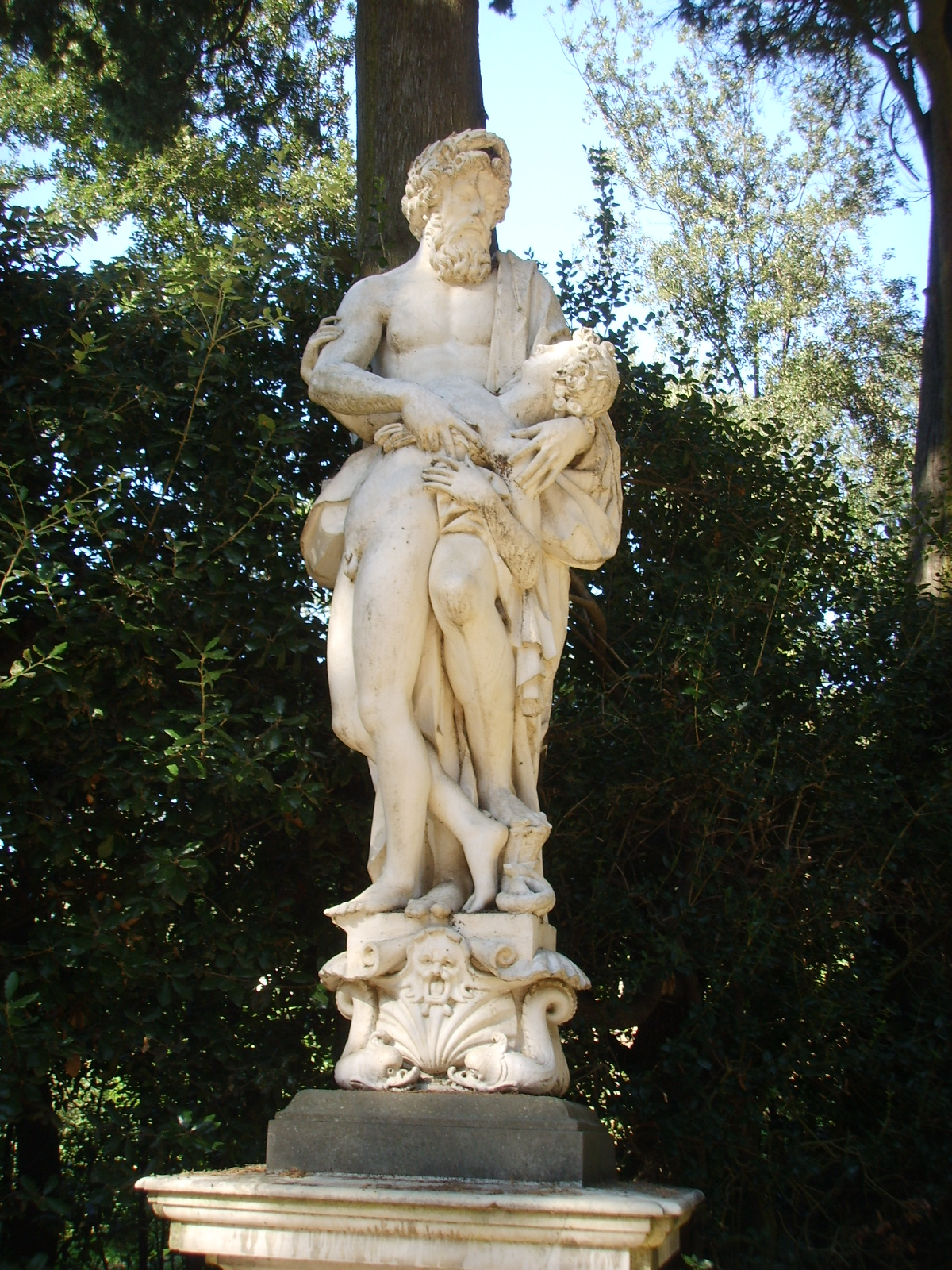
ermete con dioniso bambino
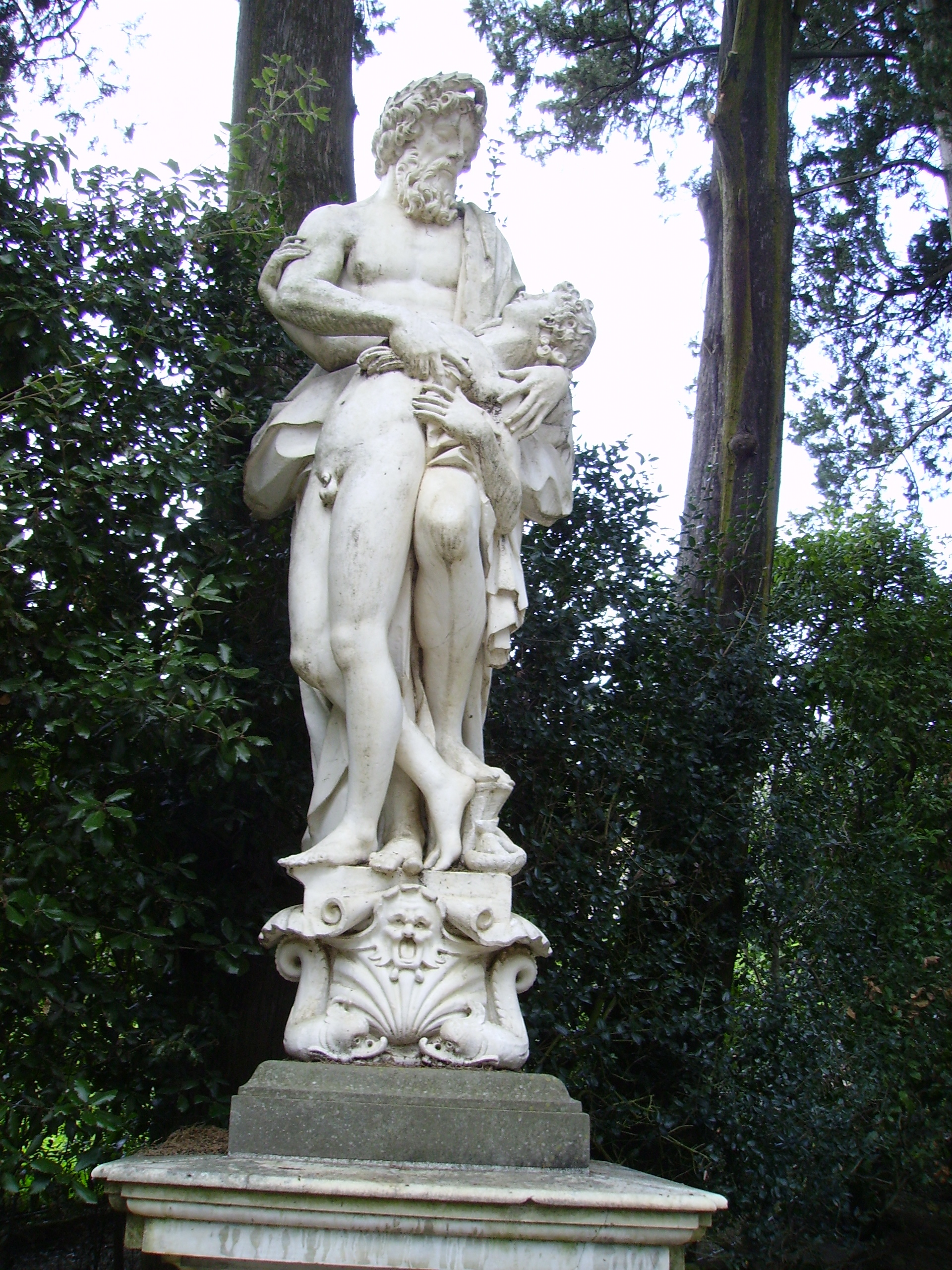
Esculapio con Ippolito morente
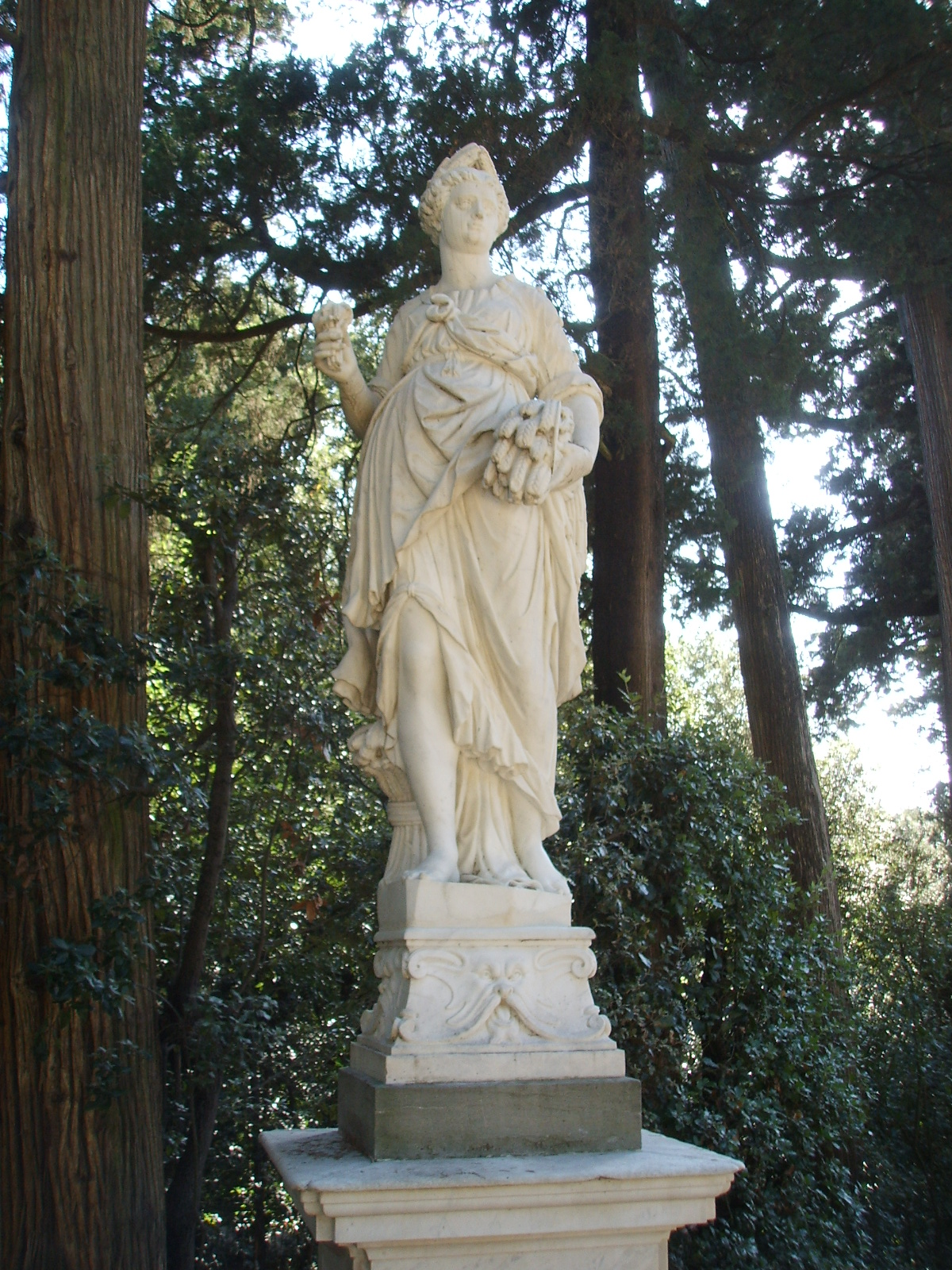
'
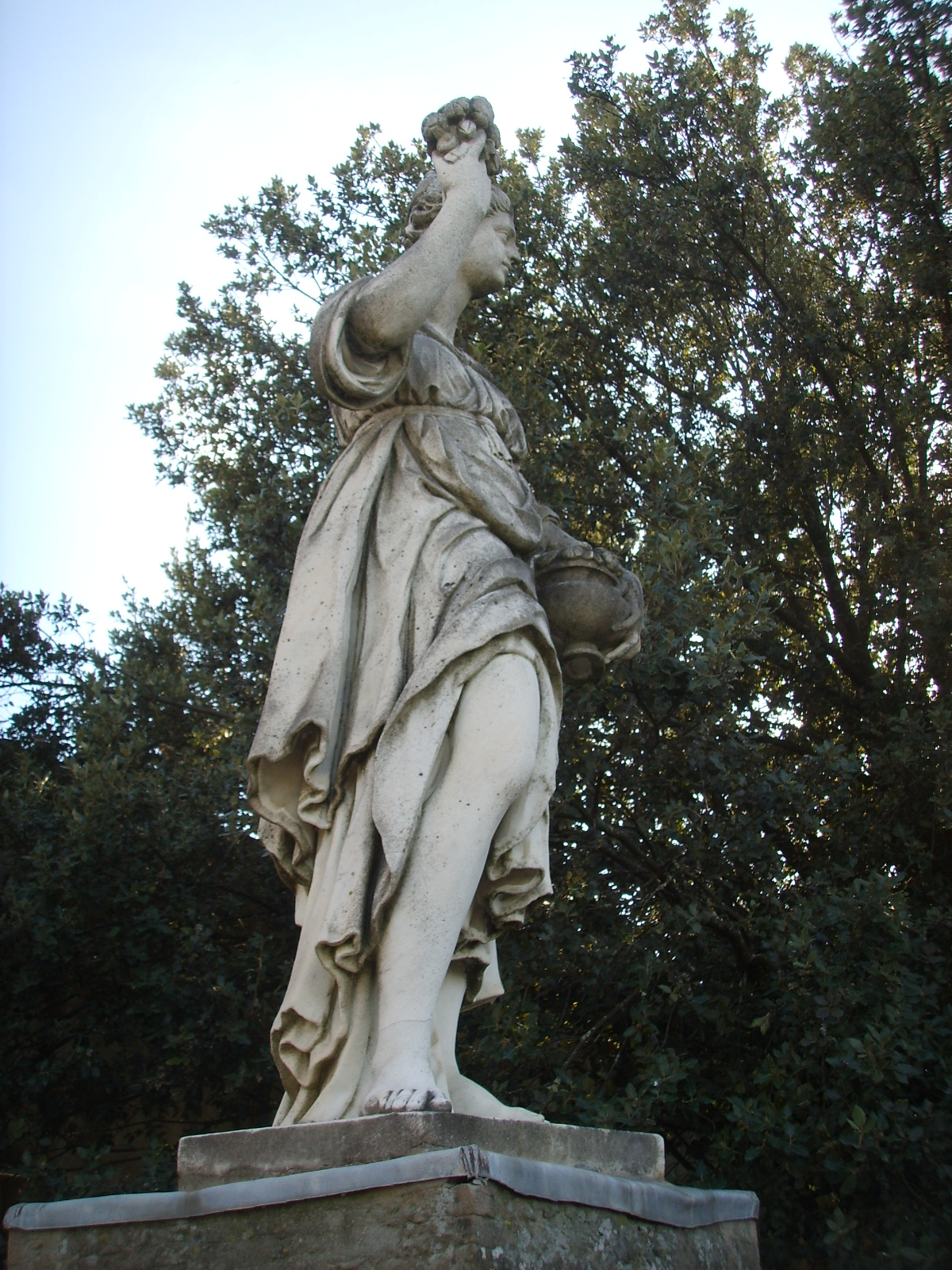
flora
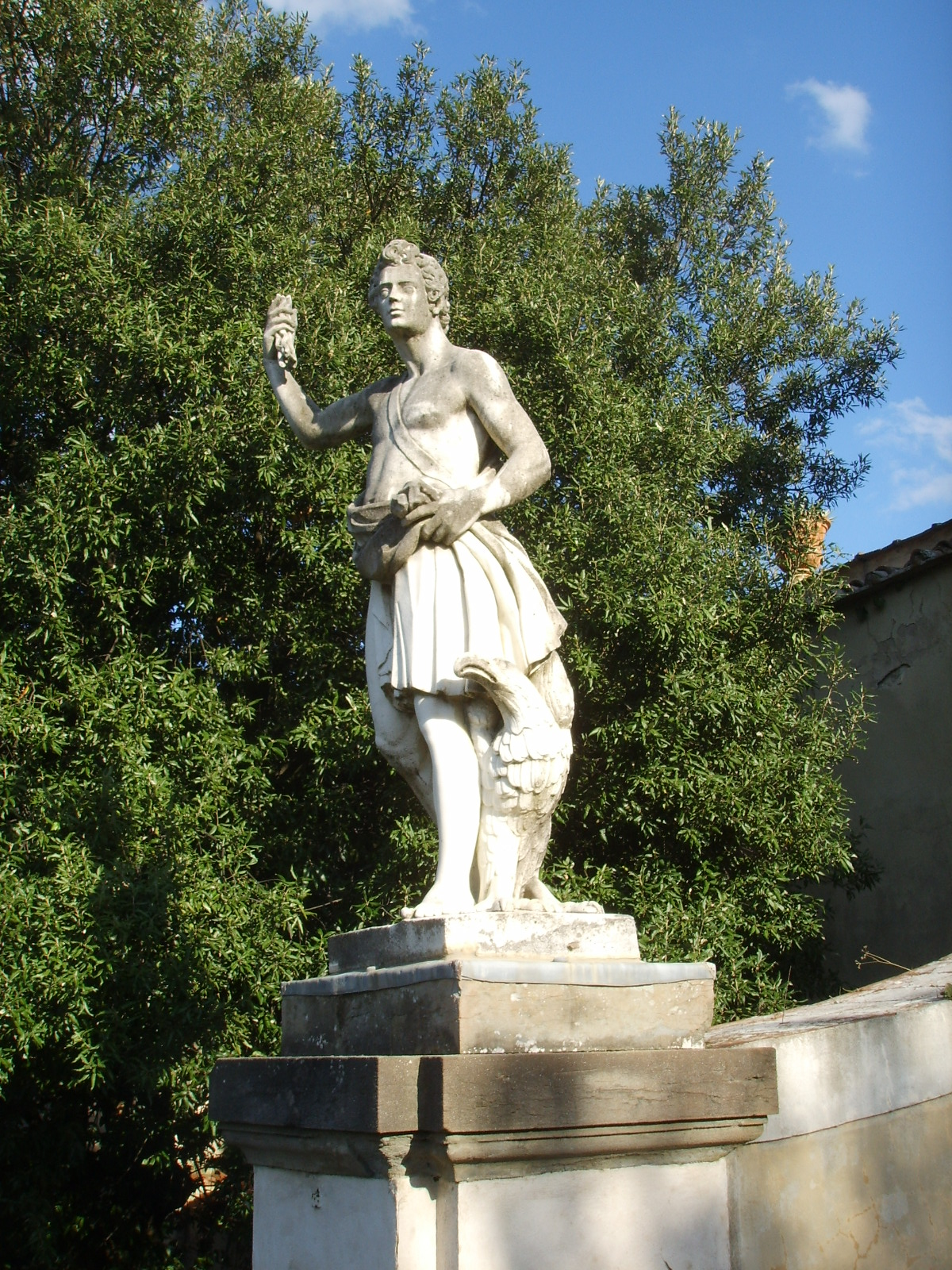
Giove giovane